# The Defeat of the Brewery Gang
The Defeat of the Brewery Gang è un cortometraggio muto del 1912. Il nome del regista non viene riportato dai titoli. Prodotto dalla Kalem Company e interpretato da Carlyle Blackwell e Alice Joyce, il film uscì nelle sale il 20 marzo 1912.

## Produzione
Il film fu prodotto dalla Kalem Company.

## Distribuzione
Il film - un cortometraggio in una bobina - uscì nelle sale il 20 marzo 1912, distribuito dalla General Film Company.